# Юсуповський палац (Санкт-Петербург)
Юсуповський палац  — палац родини Юсупових у Санкт-Петербурзі, колишній столиці Російської імперії. Розташований на набережній річки Мойки.

## Володарі Шувалови

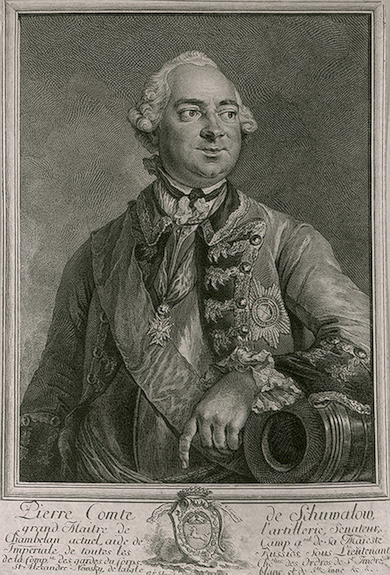
Петро Шувалов. 1760 р.

Вже на перших мапах міста тут позначена садиба племінниці царя Петра І Прасков'ї Іванівни. Садиба була невелика і мала дерев'яний палацик та службові приміщення. У 1726 р. небога передала садибу з ділянкою землі Семенівському полку, одному з гвардійських полків, що мешкав у Петербурзі.
У 1742 р. садибу придбав вельможа Петро Шувалов (Пётр Шувалов), активний діяч палацового перевороту, який дав можливість Єлизаветі Петрівні посісти російський престол. Він — двоюрідний брат Івана Івановича Шувалова, що став фаворитом Єлизавети Петрівни. За спогадами сучасників, палац Шувалова мало нагадував тоді палац, а був справжньою канцелярією діяльного володаря, реформатора артилерійського озброєння російської армії.

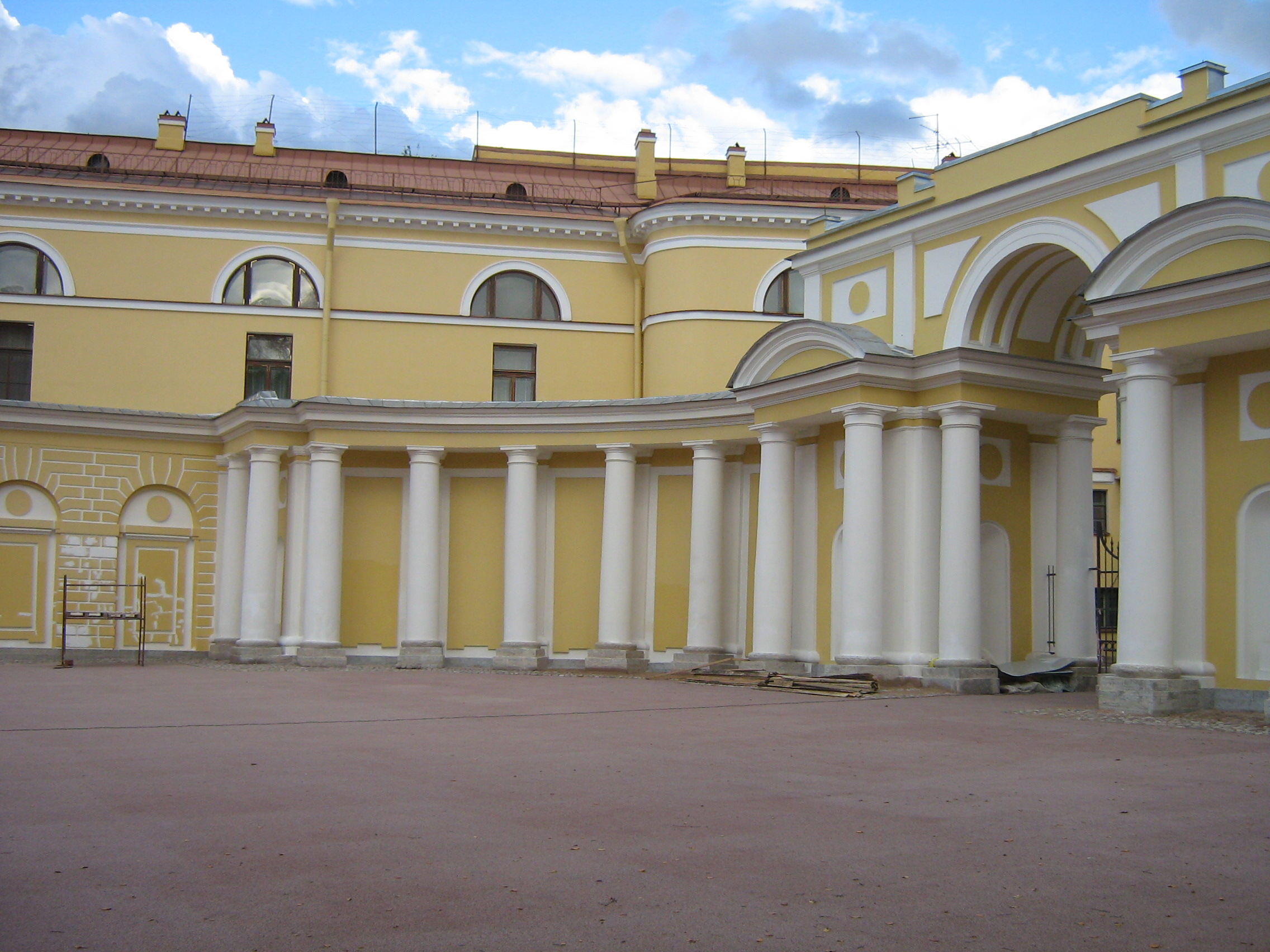
Курдонер палацу

У 1770 р. володар садиби Андрій Петрович Шувалов розпочав будівництво кам'яного палацу у формах раннього класицизму (архітектор Валлєн Деламот), що зберігся донині.
Забудова мала типові риси заміської садиби з головним будинком, флегелями, парадним двором (курдонером) та садом. Ансамбль зберіг усі головні частини цього розпланування впродовж століть, незважаючи на перебудови у 19 столітті.
У 1795 р. палац у нащадків Андрія Шувалова придбала імператриця Катерина ІІ і передала у володіння Олександрі Браницькій (офіційно вона уважалася племінницею Григорія Потьомкіна), яка володіла в Україні, зокрема, містом Біла Церква та була засновницею відомого парку «Олександрія».

## Володарі Юсупови
У 1830 р. літня Олександра Браницька продала садибу з палацом за 250 000 рублів М. Б. Юсупову, володарю підмосковної садиби Архангельське. З цього періоду палац отримав сучасну назву, під якою й увійшов в історію. Але це був лише один з п'ятдесяти семи палаців родини Юсупових.

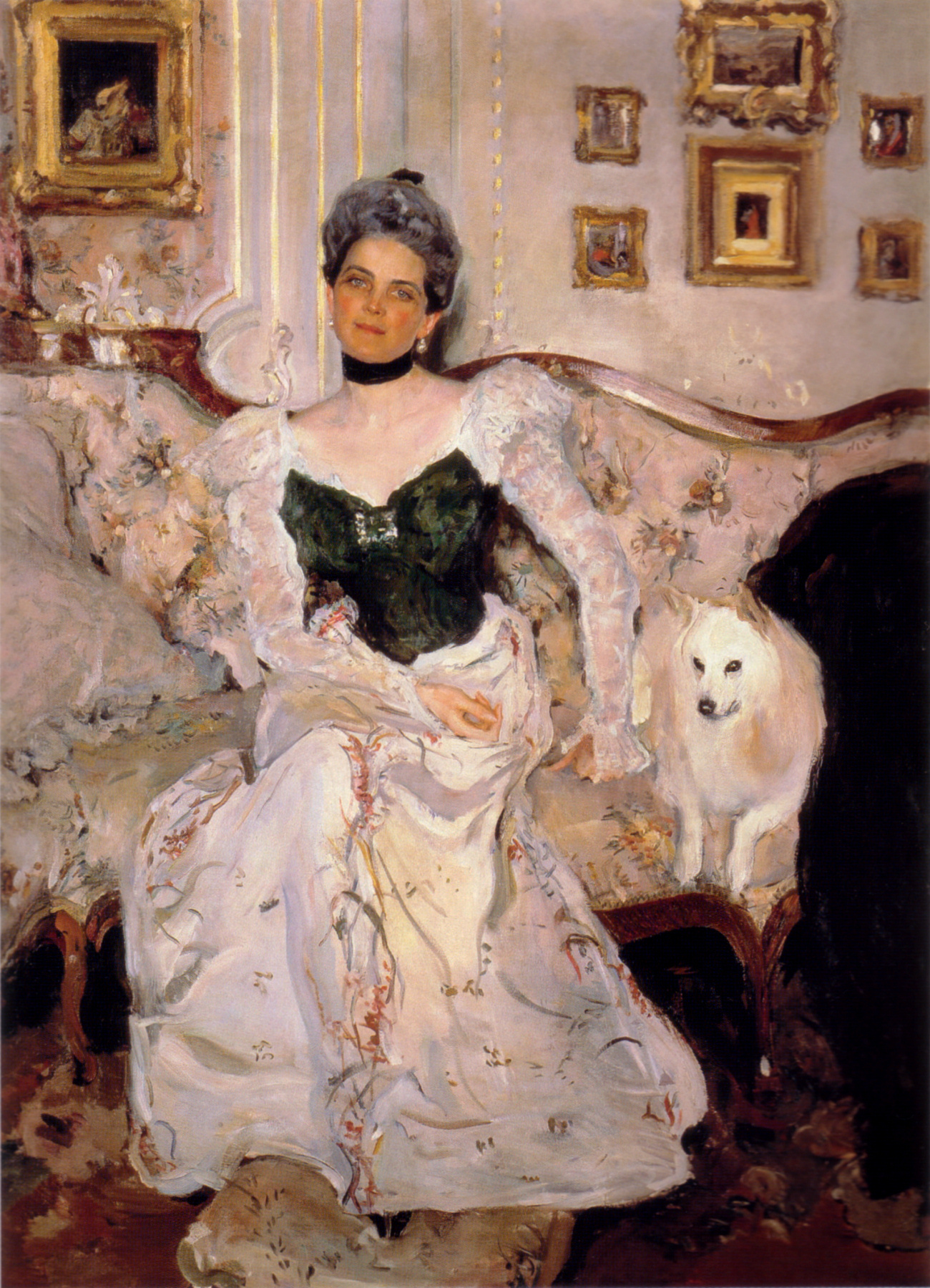
Худ. В. Сєров. Княгиня З. М. Юсупова, Російський музей

У 1830—1838 рр., син князя, Б. М. Юсупов надав наказ перебудувати палац з метою його розширити (проект архітектора А. А. Михайлова 2-го.). Двоповерхові ризаліти надбудували третім поверхом і поєднали з палацом. Суттєвих змін зазнали деякі інтер'єри палацу та у флігелях, де в стилі історизму (еклектика створили «Бальну залу», «Зелену», «Імператорську» та «Синю» вітальні, картинну галерею та припалацовий театр в стилі неорококо. З садиби Архангельське сюди вивезли найкоштовніші картини, придбані ще Миколою Юсуповим наприкінці XVIII строліття. Юсупови та Сумарокови-Ельстон володіли палацом до 1917 року. Саме тут було скоєне убивство фаворита останньої імператриці — Григорія Распутіна.

## За часів СРСР
Фелікс Юсупов з дружиною вимушено емігрував з Росії у Францію після більшовицького перевороту 1917 р. Аби мати гроші на перші роки перебування у Франції, вивіз з собою два полотна Рембрандта. Вони були продані і стали надбанням музею Лувр. Отримані гроші були вкладені в бізнес, яким розпочав займатись Юсупов в Парижі.
Палац націоналізували, що дозволило зберегти будівлі від руйнацій. З 1925 р. приміщення передали працівникам освіти. З 1935 р . палац визнали історичною пам'яткою і взяли під охорону.

## Мистецька колекція палацу

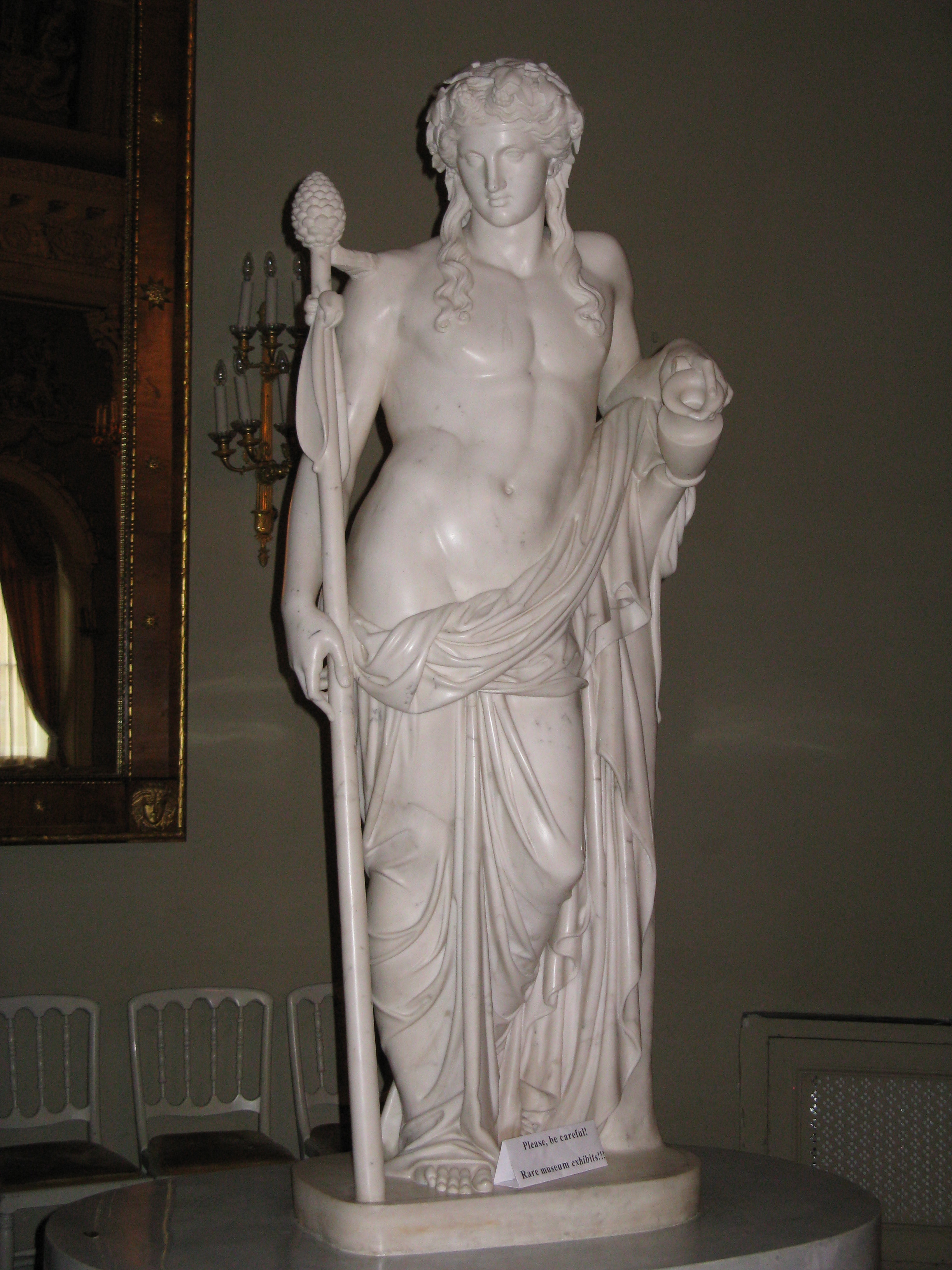
Діоніс (Вакх) з колекції Юсупових

Юсупови не встигли вивезти значну частину мистецької колекції палацу, тому сховали її в потаємних приміщеннях. Представники першої хвилі російської еміграції вважали більшовицький переворот 1917 року тимчасовим явищем і чекали на повернення. Сподівались на це і Юсупови.
Радянська влада розпочала систематичне пограбування дворянських садиб та палаців вельмож, а трохи перегодом був масовий вивіз культурного надбання за кордон. Навіть закордонні аукціони носили назви палаців, мистецькі твори з яких за безцінь продавали на аукціонах в Європі. Серед розпроданих — майно та мистецькі твори столичних:
- Строгановського палацу
- Палацу Шувалова
- Палацу Єлагіна
- Палацу Шереметєва
- палаців царської родини та десятка інших. Кількість палацових споруд Петербурга сягала 300 будівель.

Сумної долі розпродажу за кордоном оминув лише Юсуповський палац. Але більшовицька влада створила спецкоманду, що прискіпливо дослідила покинутий палац і знайшла приховані комори з мистецькою колекцією Юсупових. Її теж могли би продати за кордоном, але московські чини знали про перебування в Парижі володарів майна Юсупових і з міркувань збереження порядного реноме передали колекцію в музеї. Це не дало підстав емігрантам Юсуповим розпочати судове переслідування грабіжницьких вчинків більшовиків. Серед переданих в музеї речей — * порцеляна Франції 18 століття
- стародавні музичні інструменти
- арраси та гобелени
- мармурова скульптура Італії та Франції 17-18 століть
- колекція гравюр західноєвропейських майстрів

## Бібліотека палацу
Микола Юсупов Молодший ініціював створення каталогу палацової бібліотеки у 1860-ті рр. Опис бібліотеки на середину 19 століття засвідчив наявність видань російських та закордонних, серед яких і видання 16, 17, 18 століть відомих західноєвропейських друкарень. Бібліотекарем та секретарем князя на той час був Направник Едуард Францевич, який робив опис французької частини палацової бібліотеки. Направник був музикантом і починав капельмейстером юсуповського оркестру, пізніше відомий композитор та диригент.
Шанувальники музики, Юсупови збирали автографи та портрети-літографії відомих музикантів та композиторів доби. На портретах палацової збірки:
- Брати Г. та І. Венявські
- співачка Поліна Віардо
- скрипаль Ш. Беріо
- композитор І. Гауман та інші. А композитори Ференц Ліст та Гектор Берліоз листувалися в князем.

## Колекція музичних інструментів
Юсуповський палац мав власну колекцію музичних інструментів. Володар, Микола Юсупов Молодший, колишній дипломат в Парижі, сам займався музикою і робив проби як композитор. Він купував за кордоном роялі фірм Франції та Німеччини, арфи, піаноли, сучасні на той час фісгармонії. Серед придбаних інструментів — близько двадцяти скрипок роботи майстрів Італії 17 — 19 століть.

## Зв'язки з тодішнім художнім ринком
Юсупови мали зв'язок з тодішнім художнім ринком і купували картини сучасних майстрів. Замови князя виконували мариніст Ованес Айвазян, портретисти В. Петрочеллі та Франц Вінтергальтер, італійський скульптор Луїджі Б'єнеме — учень Торвальдсена.
Зорієнтований на аристократичні смаки, Микола Юсупов Молодший тим не менше купував окрім картин салонних митців(вони переважали) і твори представників інших мистецьких напрямків, де були:
- Олександр Калам
- Констан Тройон
- Роза Бонер
- Нарсіс Діаз де ла Пенья
- Ежен Ізабе
- Каміль Коро

## Картини колекції

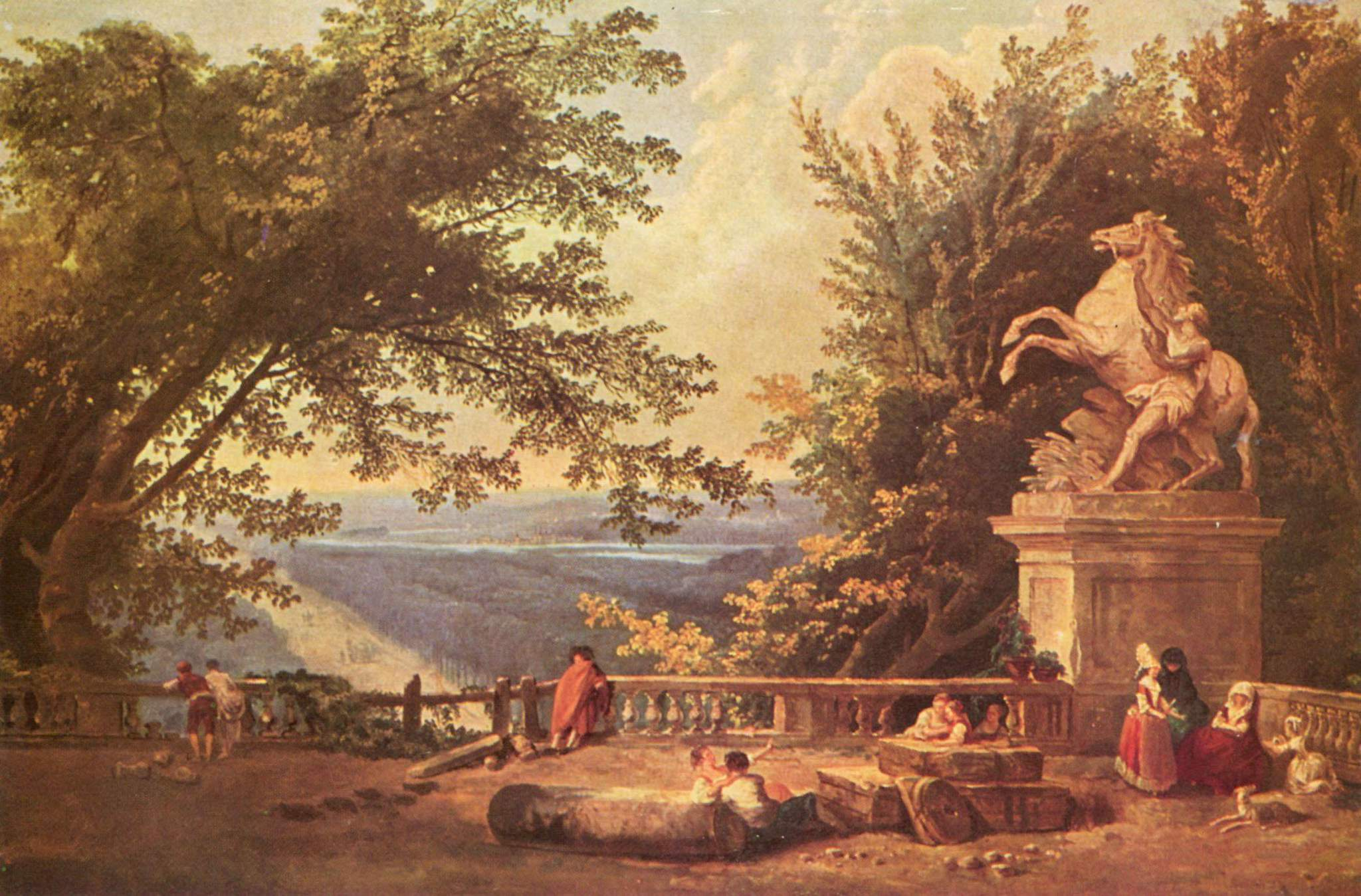
Гюбер Робер, «Руїни тераси в парку», 1780-ті рр.

Картинна галерея Юсупових мала надзвичайне значення серед мистецьких збірок Російської імперії. Ще Микола Борисович Юсупов почав купувати картини митців, твори яких вважали небажаними для російських колекцій. Так збірка музею Ермітаж отримала з Юсуповського палацу визначні твори, серед яких — * майстерня Леонардо да Вінчі «Св. Катерина»
- Жіночий портрет (картина Корреджо)
- Рембрандт, щонайменше чотири картини
- Джованні Баттіста Тьєполо, Філософ Діоген та Александр Македонський
- Помпео Батоні «Геркулес на перетині шляхів»
- Алессандро Лонгі «Музикант»
- Жак-Луї Давід «Сафо і Фаон»
- Ніколя Пуссен « Жертвоприношення Ноя»
- Франческо Фуріні «Три грації»
- Джованні Паоло Панніні «Інтер'єр собору Св. Петра в Римі»
- Гюбер Робер, шість пейзажів
- Франсуа Буше, три полотна
- Клод Жозеф Верне, два пейзажі
- Себастьно Річчі, три картини
- Жан Баттіст Грьоз, «Головка дівчини»
- Нікола Ланкре, «Товариство в парку» та інші.

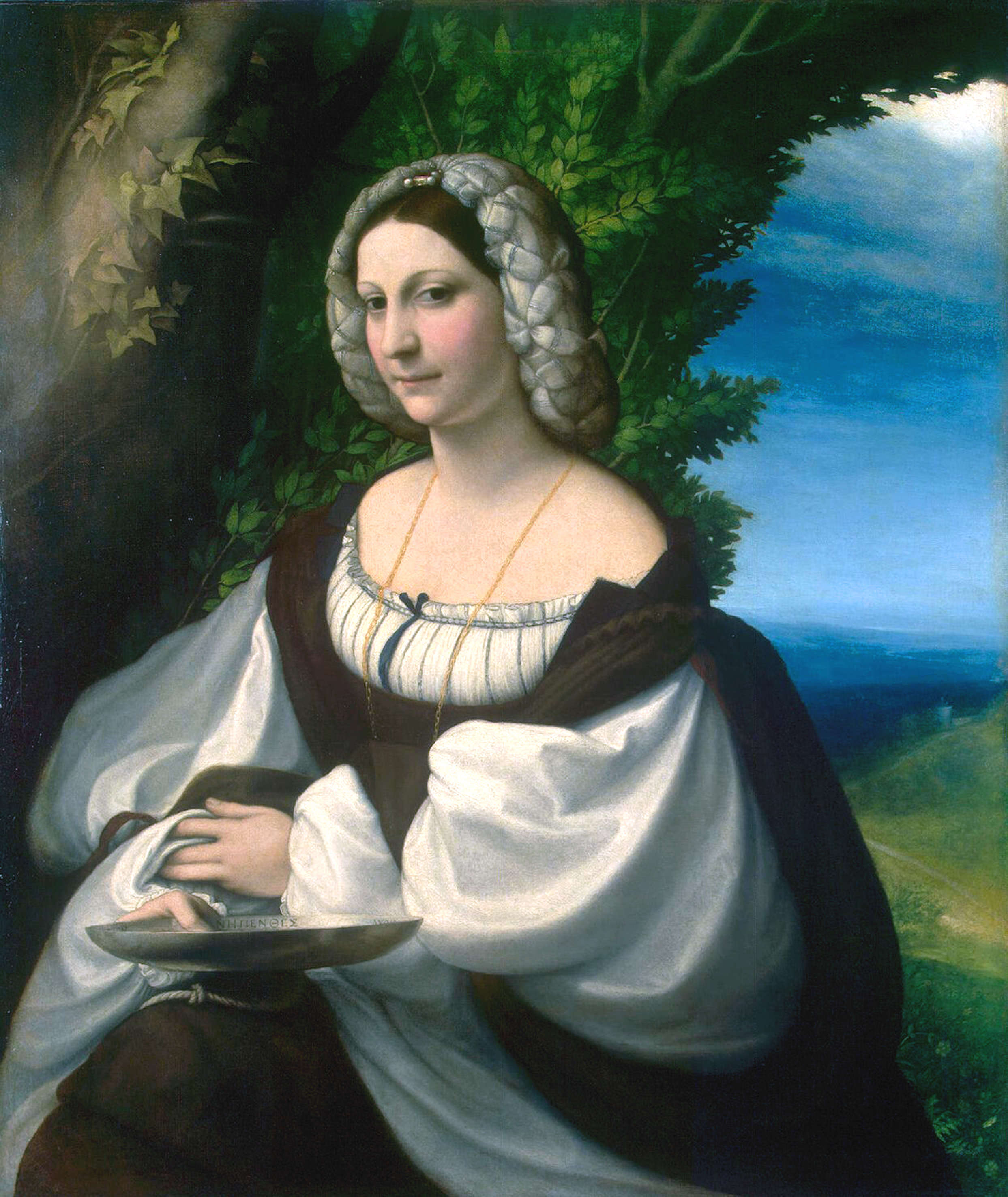
Жіночий портрет (картина Корреджо)
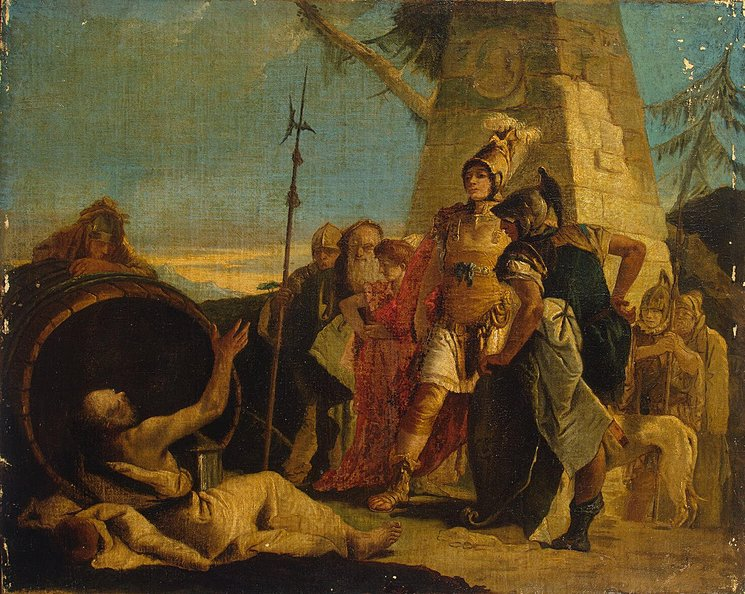
Дж. Б. Тьєполо, Філософ Діоген та Александр Македонський
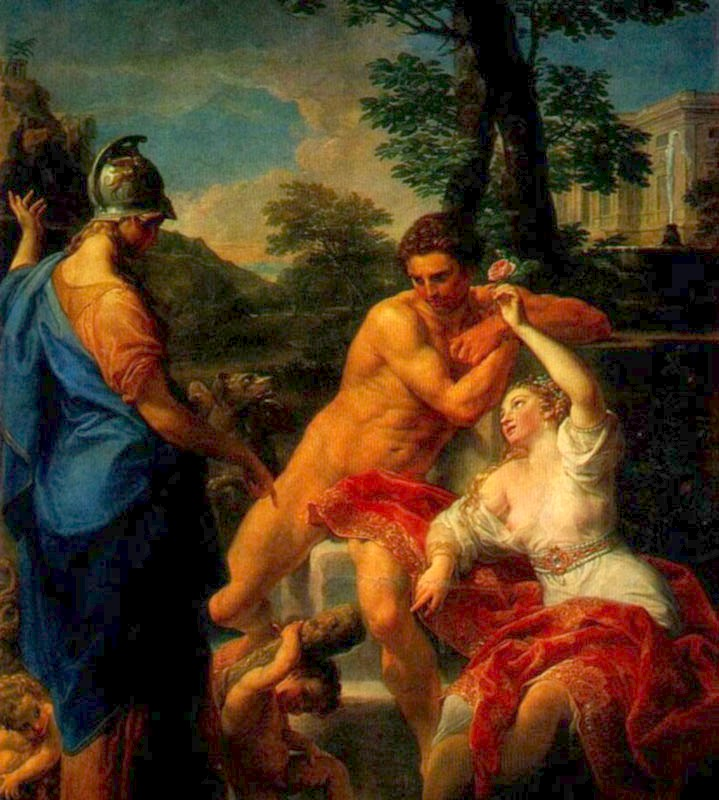
Помпео Батоні, Геркулес на перетині шляхів.